# Воскресенська вулиця (Дніпро)
Воскресенська вулиця — одна з найстаріших вулиць міста Дніпра, з добре збереженою історичною забудовою та декількома пам'ятками архітектури національного та місцевого значення. Розташована у центральній частині міста — у Шевченківському районі, в історичній місцевості Половиця. Довжина вулиці — близько 1,5 км.

## Назви
Сучасна вулиця складається з двох історичних вулиць — Проточної, а згодом — Клубної (по парній стороні проспекту) та Воскресенської (по непарній стороні проспекту), які були об'єднані за радянських часів.
Назва вулиці Проточної походила від назви річок Половиці (мало русло в цьому місці до 1884 року), її притоки Жабокряч, що текла з Довгого байраку через південну сторону сучасної площі Героїв Майдану та притоки Половиці, що витікала з Кленового байраку. Назву вулиця Клубна отримала після впорядкування річок й розбудови в цьому місці Англійського клубу.
Назва Воскресенська походить від Свято-Воскресенської церкви на старому міському кладовищі, яким закінчувалася вулиця. У 1930-ті роках церкву було зруйновано, а на місці цвинтаря зведено стадіон «Металург». Зі становленням у місті радянської влади вулиці Клубну та Воскресенську об'єднані в одну з перейменуванням на вулицю Леніна.
В ході виконання Закону України про декомунізацію вулицю Леніна пропонувалося перейменувпнти на честь Степана Бандери, утім 19 лютого 2016 року вулиці була відновлена її історичну назва — Воскресенська.

## Історія
Перші садиби виникли на вулиці наприкінці XVIII століття, але активній забудові заважала річка, що виходила з Рибальської балки і впадала в Половицю, яка текла вздовж вулиці до впадіння у річку Дніпро. Звідси й перша назва вулиці — Проточна. У середині XIX століття річки частково були взяті у колектор та розпочалась активна забудова.
Неоготична садиба Щербакова (буд. № 14 за сучасною нумерацією) — найстаріша споруда Воскресенської вулиці, яка розташована на перехресті з проспектом Дмитра Яворницького. З 1850 року будинок був в оренді Англійського клубу Катеринослава, а 1887 року власники продали споруду під розміщення в ній квартири та канцелярії місцевих губернаторів.

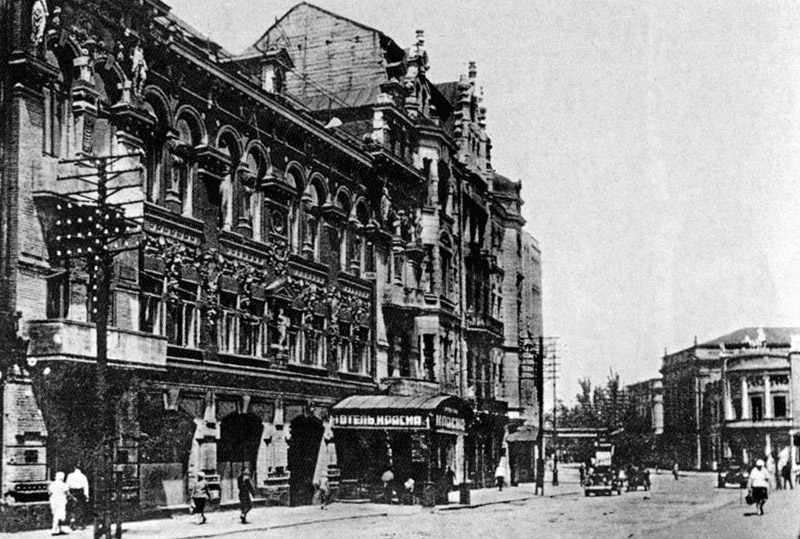
Краєвид вулиці Клубної

Нову будівлю Англійського клубу (буд. № 3) було зведено у 1891 році за проєктом архітектора Олександра фон Гогена на Проточній вулиці за 200 метрів від старого приміщення. На честь нового клубу з концертним залом, рестораном, бібліотекою та літньою терасою вулицю Проточну було перейменовано на Клубну.
Наприкінці 1890-х років на протилежній стороні вулиці зведено будинок інженера Бродського (буд. № 10), що став тимчасовим приміщенням Клубу громадського зібрання. У 1912 році, після відселення Клубу, у будинку відкрився першокласний готель «Лондон».
На перетині Клубної та Катерининського проспекту у 1910 році починається будівництво Санкт-Петербурзького міжнародного комерційного банку (буд. № 13). Під час будівництва шляхом різноманітних махінацій банк значно збільшив початкову ділянку, що спричинило судові тяжби з міською владою. Монументальну споруду було завершено у 1911 році.

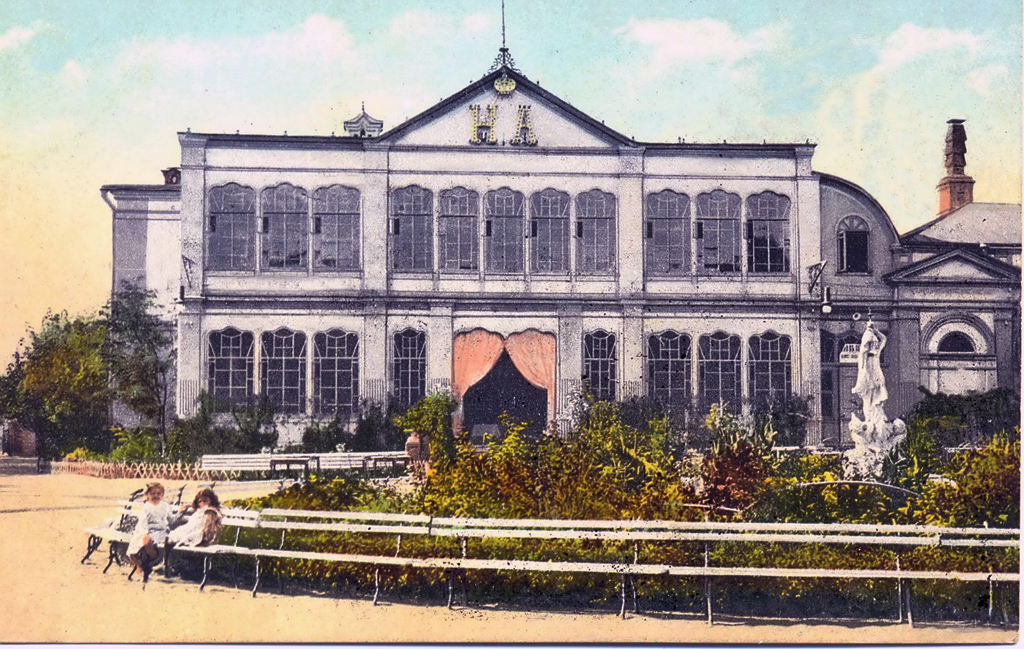
Англійський клуб зі сторони саду

Нове приміщення для громадського зібрання (буд. № 6) також було зведено на вулиці Клубній. Будівництво за проєктом архітектора Олександра Гінзбурга закінчується у 1913 році. Залізобетонний театр-клуб став першим «хмарочосом» Катеринослава і першим зразком конструктивістської архітектури у місті.
У 1913 році, до 75-річчя Англійського клубу, впритул до його основної будівлі зводиться приміщення театру (буд. № 5) на 1200 місць. Проте вже за рік, із початком Першої світової війни, приміщення  Англійського клубу та Клубу громадського зібрання використовувалися для розміщення військових шпиталів.
Під час Української революції Клубна та Воскресенська вулиці стають свідками запеклих боїв за місто. У грудні 1917 року з даху Клубу громадського зібрання більшовики з кулемета обстрілювали штаб військ Української народної республіки у Головпоштамті. На початку 1918 року Катеринослав стає тимчасовою столицею Української народної республіки рад, у приміщеннях Англійського клубу розміщується Всеукраїнський центральний виконавчий комітет. 17—19 березня 1918 року у Зимовому театрі Катеринослава відбувається Другий всеукраїнський з'їзд рад, що проголошує об'єднання усіх радянських державних утворень на території України в єдину республіку — УРР, яка, проте за декілька тижнів припинила існування через наступ українських та австрійсько-німецьких військ. У квітні 1918 року Англійський клуб ненадовго відновлює діяльність.

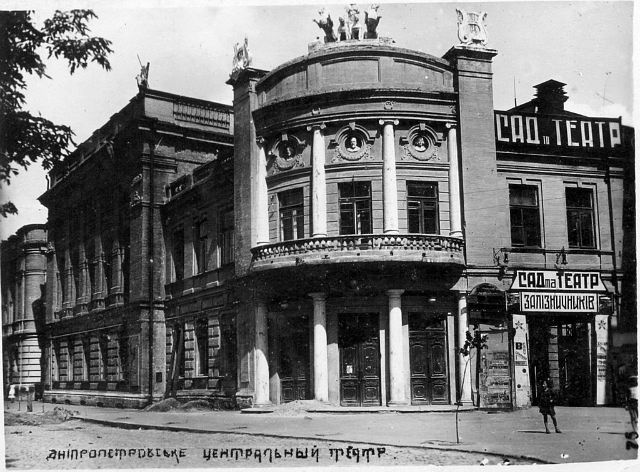
Театр Шевченка після встановлення більшовицької влади

Зі становленням у місті радянської влади всі основні споруди вулиці змінюють початкове призначення: у Будинку Санкт-Петербурзького банку розміщується обласна філія Держбанку СРСР, Клуб громадського зібрання займають творчі колективи залізничників, Англійський клуб стає Будинком Червоної Армії, а приміщення його театру з 1927 року займає переведений з Харкова (а до того — з Києва) Перший театр Української радянської республіки імені Тараса Шевченка. Готель «Лондон» змінює назву на «Красна», а з кінця 1940-х років будівля використовується під різні державні установи.
Під час німецької окупації на вулиці діяв кінотеатр для солдатів Вермахту «Soldaten-Kino» (буд. № 11).
Під час реконструкції міста, по закінченню Другої світової війни, нарешті добудований колектор річки, що текла з Рибальської балки. Вулиця Леніна отримала вихід до Дніпра, звідси ж почалося зведення Набережної. У 1966 році по сусідству із дореволюційним «хмарочосом» — Клубом залізничників (колишнім приміщенням громадського зібрання) — на вулиці Леніна зведені найвищі на той час будинки Дніпра — дев'ятиповерхові типові будинки. Наприкінці 1970-х років капітально перебудовується Театр імені Шевченка, створюється Театральний бульвар, що поєднав вулиці Воскресенську та Володимира Мономаха.
16 липня 1991 року навпроти Театру імені Шевченка представниками Народного руху України вперше у Дніпропетровську було піднято український державний прапор. У 1992 році, в першу річницю незалежності України, у сквері на вулиці Леніна за участі Президента України Леоніда Кравчука було відкрито другий в місті пам'ятник Тарасові Шевченкові.
2001 року будівлю Клубу залізничників передано Дніпровській обласній філармонії. У грудні 2003 року Центральна міська бібліотека почала роботу у новій будівлі по вулиці Леніна, 23.

## Важливі споруди
Воскресенська вулиця несуттєво постраждала під час Української революції та Другої світової війни, тож її архітектурна спадщина має важливе значення для міста. Деякі будівлі на Воскресенській, зокрема Будинок губернатора та Обласна філармонія є візитівками Дніпра.
- № 3 — колишній Англійський клуб, з 1927 року — Будинок Червоної армії, згодом — Будинок офіцерів, з 2000-х років — будівля покинута; триповерхова будівля збудована 1890 року Англійським клубом за проєктом Олександра фон Гогена, за клубом у дворі був власний «сад Англійського клуба»[9];
- № 5 — Музично-драматичний театр імені Шевченка; 1913 року Англійський клуб добудував окрему театральну будівлю; свій первинний вигляд будівля змінила після капітальної реконструкції у 1980-х роках, але повністю зберігся головний зал театру з атлантами, що «тримають» балкон й крученими ґратами тощо[9];
- № 6 — Дніпровська філармонія;
- № 8 — Будинок Корецького, з 1910-х років тут розмістилася Перша Катеринославська спілка взаємного кредиту[10] (нині — Готель «Лондон»);
- № 10 — Будинок Бродського; зведений наприкінці 1890-х років, складався з чотирьох триповерхових корпусів: корпус, що виходив безпосередньо на вулицю, займали Катеринославські Громадські збори — дворові корпуси спочатку використовувалися під квартири, а у 1910-х роках тут діяв готель «Лондон»[11][12];
- № 13 — Будинок Санкт-Петербурзького міжнародного комерційного банку (нині — філія НБУ); зведений 1912 року як Катеринославське відділення Санкт-Петербурзького міжнародного комерційного банку за проєктом харківського архітектора Віктора Естровича; неокласичний стиль будівлі з колонами, бюстами, гірляндами, вазами, гербами Санкт-Петербурга на фасадах й на розі з короною Російської імперії під дахом будівлі[9];
- № 14 — Будинок губернатора; початково був приватною садибою майора Щербакова, зведеного приблизно у 1830-х роках; з середини XIX століття у ньому розташовувався Англійський клуб, який засновано 1838 року; викуплена губернією будівля у 1887 році стала резиденцією Катеринославського губернатора; 1917 року тут перебувала Рада робітничих, селянських й червоноармійських депутатів, тому його назвали «Катеринославським Смольним»; в будівлі у 1934 році був відкритий Будинок піонерів; згодом Будинок піонерів розширили добудувавши біло-цегляну будівлю вздовж вулиці, що наразі використовується місцевим 34-каналом ТБ; у 1980-х роках Будинок губернатора збиралися зносити, але його відстояли архітектори й громадськість; згодом відреставровано й використовується Приватбанком;[9]
- № 15 — житловий будинок для Міністерства Чорної металургії УРСР, зведений 1950 року за проєктом архітектора Аркадія Баранського;[13][14]
- № 23 — Центральна міська бібліотека, переведена з рогу проспекту Яворницького й вулиці Володимира Мономаха з адресою вулиця Володимира Мономаха, 1;
- Стадіон «Дніпро-Арена» (Східний вхід)

## Перехресні вулиці
- Січеславська Набережна;
- вулиця Князя Володимира Великого;
- Театральний бульвар;
- проспект Яворницького;
- вулиця Мечникова;
- вулиця Челюскіна;
- Старокозацька вулиця;
- вулиця Святослава Хороброго;
- Костомарівська вулиця.

## Транспорт
Рух громадського транспорту по вулиці Воскресенській відсутній, утім зупинки «вулиця Воскресенська» є на проспекті Дмитра Яворницького (трамвай № 1, тролейбус № Б, 1, 4) та вулиці Святослава Хороброго (трамвай № 4, 5, 7, 12).

## Світлини

Воскресенська вулиця
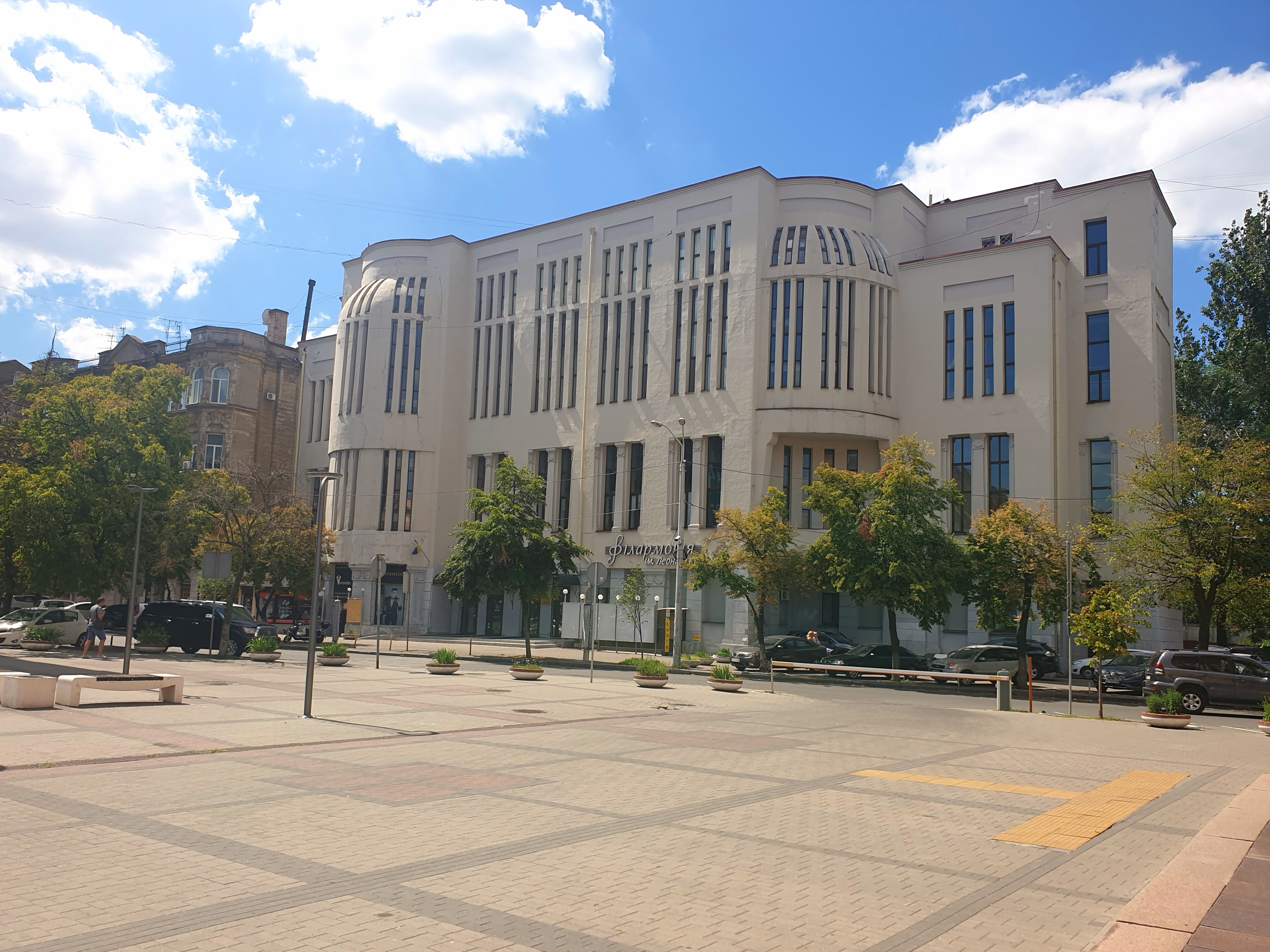
Дніпровська філармонія (колишній Будинок громадського зібрання)
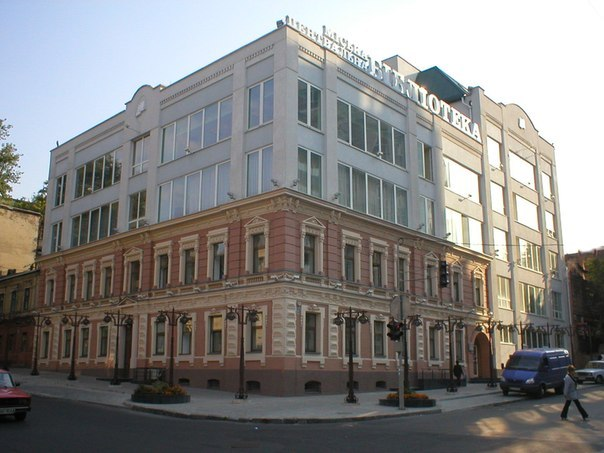
Дніпровська Центральна міська бібліотека
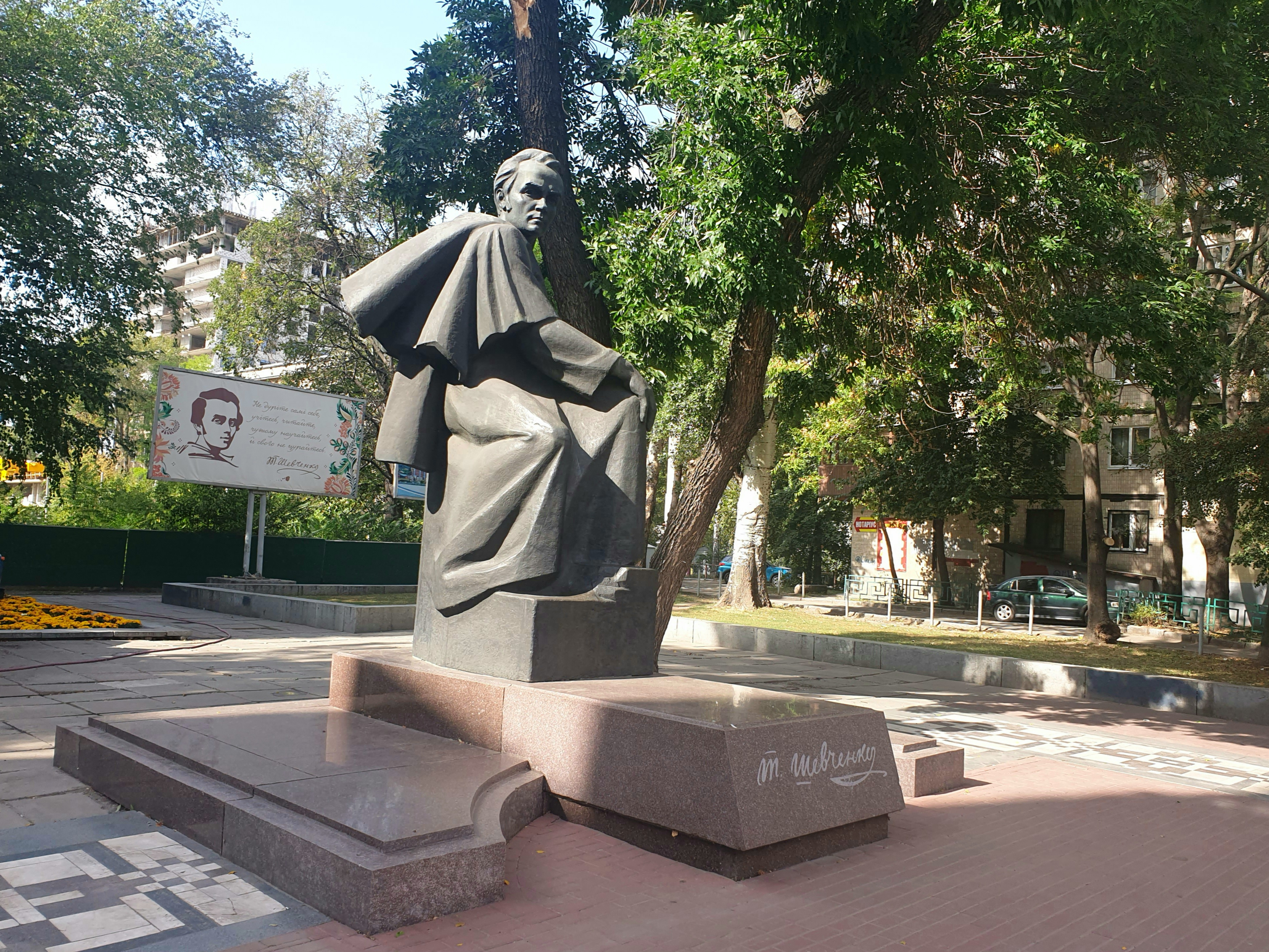
Пам'ятник Тарасові Шевченку
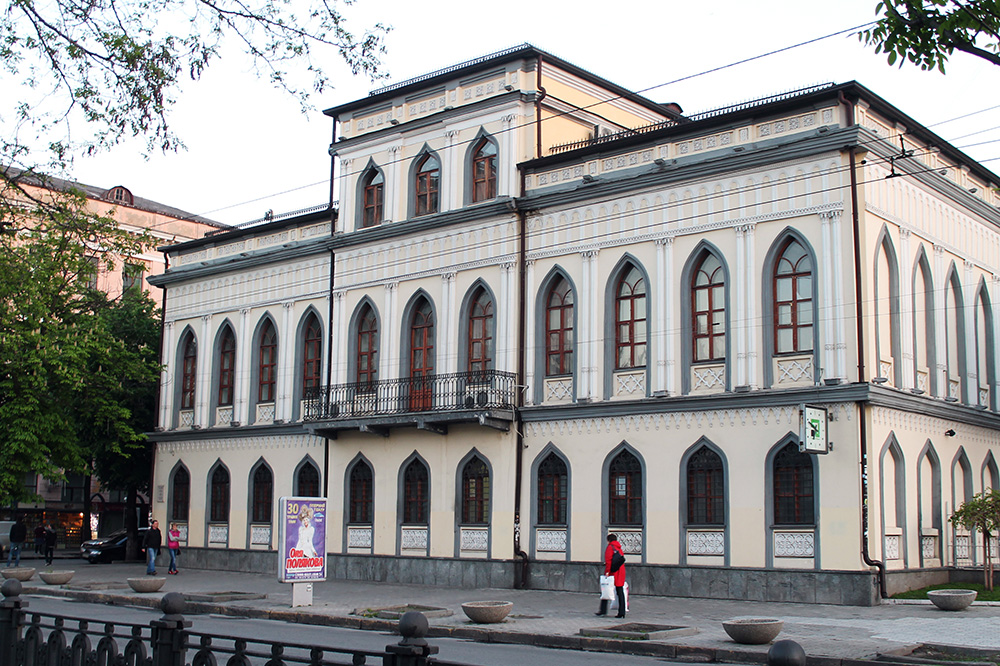
Будинок губернатора
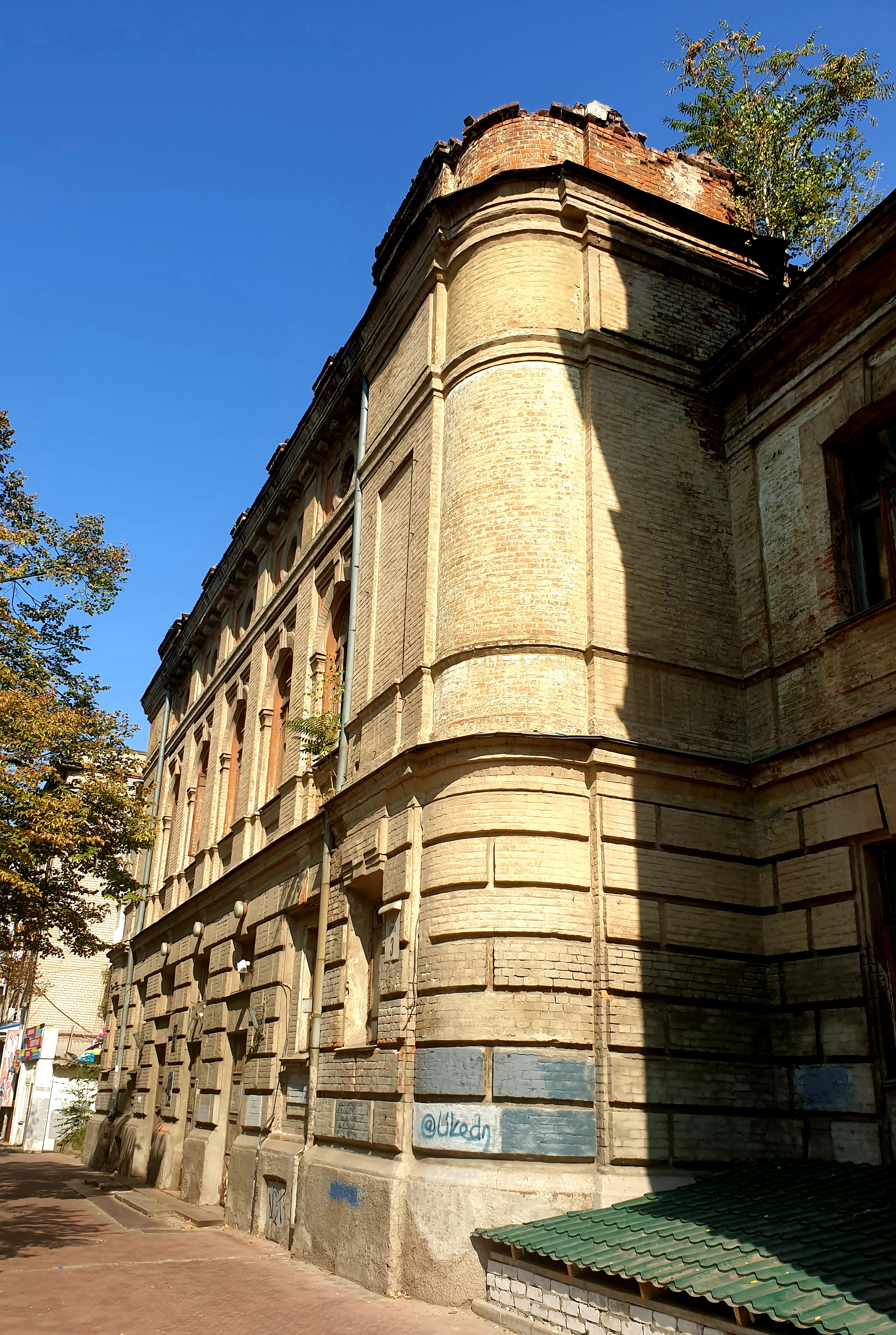
Англійський клуб